# Alice Blom
Alice Blom est une ancienne joueuse néerlandaise de volley-ball née le 7 avril 1980 à Oudeschild. Elle mesure 1,78 m et jouait au poste de réceptionneuse-attaquante. Elle a totalisé 276 sélections en équipe des Pays-Bas.

## Clubs
| Club                | De        | À         |
| ------------------- | --------- | --------- |
| Gal Sneek           | 1996-1997 | 1999-2000 |
| Pollux Oldenzaal    | 2000-2001 | 2002-2003 |
| VfB Ulm             | 2003-2004 | 2003-2004 |
| USC Münster         | 2004-2005 | 2004-2005 |
| Busto Arsizio       | 2005-2006 | 2005-2006 |
| Martinus Amstelveen | 2006-2007 | 2007-2008 |
| GSO Villa Cortese   | 2008-2009 | 2008-2009 |
| Fenerbahçe İstanbul | 2009-2010 | 2009-2010 |
| İqtisadçı VK        | 2010-2011 | 2011-2012 |
| Schweriner SC       | jan 2016  | mai 2016  |
| Yeşilyurt İstanbul  | 2016-2017 | 2016-2017 |

## Palmarès

### Équipe nationale
- Championnat d'Europe
  - Finaliste : 2009
- Grand Prix Mondial
  - Vainqueur : 2007

### Clubs
- Championnat des Pays-Bas
  - Vainqueur : 2001, 2002, 2003, 2007, 2008
- Coupe des Pays-Bas
  - Vainqueur : 2001, 2003, 2007, 2008
- Supercoupe des Pays-Bas
  - Vainqueur :2000, 2001, 2002, 2006, 2007.
- Championnat d'Allemagne
  - Vainqueur : 2005
- Coupe d'Allemagne
  - Vainqueur : 2005
- Championnat de Turquie
  - Vainqueur : 2010.
- Coupe de Turquie 
  - Vainqueur : 2010.
- Supercoupe de Turquie
  - Vainqueur: 2009

### Distinctions individuelles
- Top Teams Cup féminine 2003-2004: Meilleure attaquante.